# Estació de Cubelles
Cubelles és una estació de ferrocarril propietat d'adif situada a la població de Cubelles a la comarca del Garraf. L'estació es troba a la línia Barcelona-Vilanova-Valls per on s'aturen trens de la línia R2 Sud i alguns trens de les línies regionals R13, R14 i R15 de Rodalies de Catalunya operats per Renfe Operadora.
Aquesta estació de la línia de Vilanova va entrar en servei l'any 1882 quan es va obrir el tram entre Vilanova i la Geltrú i Calafell, un any més tard arribava a Valls. Al segle xx es van fer obres a la línia per duplicar les vies.
El nombre de passatgers pujats l'any 2016 va ser de 499.000 persones.

## Serveis ferroviaris
| Rodalia de Barcelona                       |       |       |                      |                             |
| Procedència/Destinació                     | <     | Línia | >                    | Procedència/Destinació      |
| Sant Vicenç de Calders                     | Cunit |       | Vilanova i la Geltrú | Estació de França           |
| Serveis regionals de Rodalies de Catalunya |       |       |                      |                             |
| Lleida Pirineus                            | Cunit |       | Vilanova i la Geltrú | Barcelona-Estació de França |
| Reus                                       | Cunit |       | Vilanova i la Geltrú | Barcelona-Estació de França |

1. Aquest recorregut de la R2 és provisional fins al 2011 fruit de les obres a Sant Andreu Comtal, per veure quins són els canvis que hi ha hagut vegeu R2 i R10.